# Sternula
Sternula és un gènere d'ocells de la família dels làrids (Laridae). Anteriorment estaven inclosos en el gènere Sterna més gran, tanmateix a rel dels estudis de l'ADN mitocondrial a càrrec de Bridge et al. (2005) es van separar en un gènere propi. El nom del gènere és un diminutiu de Sterna, “xatrac”. Els membres d'aquest gènere, que la majoria es denominen comunament xatrac menut.

## Taxonomia
Segons la Classificació del Congrés Ornitològic Internacional (versió 14.2, 2024) aquest gènere està format per 7 espècies:
- Xatrac menut amazònic (Sternula superciliaris).
- Xatrac de Damara (Sternula balaenarum).
- Xatrac menut de Saunders (Sternula saundersi).
- Xatrac menut americà (Sternula antillarum).
- Xatrac menut pàl·lid (Sternula nereis).
- Xatrac menut comú (Sternula albifrons).
- Xatrac menut de Humboldt (Sternula lorata).